# 書類送検
書類送検（しょるいそうけん）とは、刑事手続において司法警察員が捜査内容を記した書類を検察官に送り、検察官へ被疑者の起訴・不起訴の決定判断を求める手続き。警察官と検察官を繋ぐ手続きであり、警察から検察が事件の処理を引き継ぐこと。検察官送致の一種。逮捕・勾留なしに任意捜査にとどめた事件では、検察官に送るのは関係書類と証拠物だけ送付される。刑事訴訟法では「送付」と呼ばれ、検察と警察の実務では、「書類送致」と言われる。
警察官が被疑者を逮捕するには、「逮捕の理由」と「逮捕の必要性」が必要となるため、双方が無い際には身柄拘束無しの書類だけの送付となる。上記のように逮捕（身柄拘束）しなかったケースだけでなく、一度逮捕したものの拘束不要となって釈放後に書類や証拠物のみを検察官送致（送検）することにも使われる。これら「書類送検」とは主に報道で用いられるマスコミ用語である。「送検」という法律用語において、「身柄を拘束した上での送検」との区別のために作られた言葉。被疑者を逮捕したときの送検を身柄送検と言う。日本は全件送致主義を採用しているため、ある人が刑事告発をされると、警察は真偽や証拠の有無・起訴に値するか否かを問わず、必ず検察に事件記録や証拠物を送付することが義務化されている。そのため、書類送検自体ではなく、その後の不起訴か起訴かが重要になっている。書類送検された時点では被疑者は前科はつかず、書類送検後に検察官に起訴判断をされ、刑事裁判でも有罪判決が確定した際につく。起訴判断されると被疑者から「被告人」となる。

## 概要
検察官送致の一種で、被疑者の逮捕・勾留の必要がない事件や、被疑者が送致以前に死亡した事件、公訴時効が成立した事件の被疑者が判明した場合などで行われる。

### 検察官送致
検察官送致とは、司法警察員が、逮捕された被疑者、書類および証拠物、事件を検察官に送る手続をいう（刑事訴訟法第246条本文）。
一般に、司法警察員が被疑者を逮捕しない場合の送致を在宅送致、逮捕した場合の送致を身柄付送致（身柄送検）という。「書類送検」の語は前者を指して用いられる。
原則として、司法警察員が犯罪の捜査をしたときは、速やかに書類及び証拠物とともに事件を検察官に送致しなければならない（刑事訴訟法246条本文）。ただし、検察官が指定した事件については例外的に送致しなくともよい（いわゆる微罪処分。同条但し書）。
また、司法警察員が告訴または告発を受けた場合、または自首の場合には、速やかにこれに関する書類及び証拠物を検察官に送付しなければならない（同法242条、245条）。
すなわち、告訴または告発の場合には、送検は警察による捜査の結果を問わず自動的に行われる手続であり、当該告訴または告発の内容が正当であったか否かの判断を示すものではなく、実際に犯罪の嫌疑があったことを示すものでもない。

### 起訴
送致を受けた検察官は、裁判所に起訴するか否かを決定する（公訴の提起、同法247条）。
起訴しない旨決定した場合には不起訴処分となる。不起訴処分とする理由には、犯罪の成立は肯定できるものの「犯人の性格、年齢及び境遇、犯罪の軽重及び情状並びに犯罪後の情況により訴追を必要としない」（同法248条）と認められること（起訴猶予）、構成要件不該当・違法性阻却・責任阻却等により犯罪が成立しないこと等がある。

## 起訴不起訴に関する処分意見の種類
犯罪捜査規範に基づき、送検時には罪状と情状を考慮した警察の処分意見が付される。

### 段階
警察の処分意見には4段階があり、
- 「厳重処分」（警察としては起訴を求める）
- 「相当処分」（警察としては起訴・不起訴どちらでもよい）
- 「寛大処分」（警察としては起訴猶予を求める）
- 「しかるべき処分」（警察としては起訴できないと考える）

に分類される。